# Hrabia Zarow
Hrabia Zarow (ang. The Most Dangerous Game) – film z 1932 roku w reżyserii Irvinga Pichela i Ernesta B. Schoedsacka. Pierwsza adaptacja filmowa opowiadania z o tym samym tytule autorstwa Richarda Connella.
Hrabia Zarow został zrealizowany w nocy na planach zdjęciowych, które były używane w King Kongu z dwoma takimi samymi aktorami, Fay Wray i Robertem Armstrongiem.
W Polsce dystrybutorem filmu był Leo-Film.

## Opis fabuły
Luksusowy jacht płynie kanałem wzdłuż zachodniego wybrzeża Ameryki Południowej. Jego pasażerowie relaksują się przy drinku i grze w karty. Wśród nich znajduje się sławny myśliwy, Bob Rainsford. Jego towarzysze debatują nad tym, czy polowanie dla sportu jest etyczne. Statek nagle osiada się na mieliźnie, powodując, że statek bierze wodę i gwałtownie się unosi. Woda zalewa kotłownię, powodując eksplozję statku i zatapianie się w kanale. Rainsfordowi i dwóm innym udaje się wypłynąć na powierzchnię, ale jego towarzyszy pożerają rekiny. Rainsford dopływa na małą tropikalną wyspę. Wędrując przez dżunglę dostrzega luksusowy pałac.
Właścicielem pałacu jest rosyjski arystokrata – hrabia Zarow, entuzjasta łowiectwa. Zarow zauważa, że niedola Rainsforda nie jest jednostkowym przypadkiem, ponieważ rozbitkowie z zatonięcia poprzedniego też znaleźli u niego azyl – Eve Trowbridge, jej brat Martin i dwóch marynarzy. Zarow przedstawia Rainsforda Trowbridge’om i ujawnia swoją obsesję na punkcie polowań. Podczas jednego z polowań bawół afrykański draśnięty w głowę zranił go. W końcu znudził się łowiectwem, ku swemu zdziwieniu, dopóki nie odkrył „najbardziej niebezpiecznego gatunku łownego” na swojej wyspie. Rainsford pyta, czy ma na myśli tygrysy, ale Zarow temu zaprzecza.
Później Eve zwierza się Rainsfordowi ze swych podejrzeń co do zamiarów Zarowa. Hrabia zabrał każdego marynarza, by zobaczył jego salę trofeów, w różne dni i oboje zniknęli w tajemniczy sposób. Uważa, że ich gospodarz jest za to odpowiedzialny, ale Bob nie jest przekonany. Wtedy Martin również znika. Poszukując go, Rainsford i Eve trafiają do pokoju trofeów Zarowa, gdzie znajdują głowę mężczyzny zamontowaną na ścianie. Potem pojawia się Zarow i jego tatarscy słudzy, niosąc ciało Martina. Zarow liczy, że Rainsford spojrzy na sprawę tak jak on, i jest poważnie rozczarowany, gdy ten nazywa go szaleńcem.
Zarow postanawia, że ponieważ Bob nie chce zostać towarzyszem łowów, musi być następną zdobyczą. Jeśli Rainsford pozostanie przy życiu do wschodu słońca, Zarow obiecuje jemu i Eve wolność. Jednak nigdy nie przegrał w grze zwanej przez niego „szachami na świeżym powietrzu”. Eve postanawia pójść z Rainsfordem. Początkowo udaje im się uniknąć Zarowowi i jego psom myśliwskim. W końcu zostają uwięzieni przez wodospad. Kiedy Rainsford zostaje zaatakowany przez psa myśliwskiego, Zarow strzela i Rainsford wpada do wody. Zarow zabiera Eve z powrotem do swojej fortecy, aby cieszyć się jego nagrodą. Jednak to pies został zastrzelony, a nie Rainsford.
Rainsford w końcu pojawia się, podczas gdy Zarow gra na pianinie dla przyjemności. Mówi, że Rainsford wygrał z nim i daje mu klucz do hangaru na łodzie, ale ten odkrywa, że trzyma za plecami broń. Najpierw walczy z Zarowem, potem z jego sługami, zabijając ich i śmiertelnie raniąc Zarowa. Gdy Rainsford i Eve uciekają w motorówce, umierający Zarow próbuje ich zastrzelić. Jednak z powodu ran nie jest w stanie i wypada z okna do stada wprost do swych oszalałych psów myśliwskich.

## Obsada
- Joel McCrea – Robert „Bob” Rainsford
- Fay Wray – Eve Trowbridge
- Leslie Banks – hrabia Zarow
- Robert Armstrong – Martin Trowbridge
- Noble Johnson – sługa Iwan
- Steve Clemente – tatarski sługa #1
- Dutch Hendrian – tatarski sługa #2
- Hale Hamilton – Bill, właściciel jachtu
- William B. Davidson – kapitan jachtu
- James Flavin – pierwszy oficer jachtu
- Landers Stevens – pasażer Doc
- Phil Tead – pasażer na jachcie
- Arnold Gray – pasażer na jachcie